# 奇克利亞拉索山
13°22′32″S 74°38′18″W / 13.37556°S 74.63833°W
奇克利亞拉索山（Chiqllarasu），是秘魯的山峰，位於該國中南部阿亞庫喬大區的坎加約省，屬於安第斯山脈的一部分，處於賽瓦卡薩山東北面，海拔高度5,167米。